# 64ª Brigata fucilieri motorizzata delle guardie
La 64ª Brigata autonoma fucilieri motorizzata delle guardie (in russo 64-я отдельная гвардейская мотострелковая бригада?, 64-ja otdel'naja gvardejskaja motostrelkovaja brigada, unità militare 51460) è una brigata di fanteria motorizzata delle Forze terrestri russe, subordinata alla 35ª Armata combinata del Distretto militare orientale e con sede a Knjaze-Volkonskoe, nei pressi di Chabarovsk.

## Storia

### Unione Sovietica
Nell'agosto 1967 l'882º Reggimento di fucilieri motorizzato della 60ª Divisione corazzata delle guardie, di stanza a Gor'kij (l'odierna Nižnij Novgorod), fu trasferito nel Distretto Militare dell'Estremo Oriente. Nell'ottobre 1967 il reggimento arrivò quindi a Knjaze-Volkonskoe e si unì alla 129ª Divisione addestrativa fucilieri motorizzata. Alla fine del 1970 a partire dal reggimento venne creata la 270ª Divisione fucilieri motorizzata (unità militare 61304) del 45º Corpo d'armata. Il 1º novembre 1972 la divisione entrò poi a far parte della 15ª Armata. Nell'ottobre 1974, il reggimento divenne un'unità di pronto intervento, mentre l'11 maggio 1980 fu nuovamente ridotto a forza di categoria B, per poi tornare di nuovo, nel dicembre 1994, alla piena operatività.

### Federazione russa
In seguito allo scioglimento dell'Unione Sovietica l'unità passò sotto il controllo della Russia. Tra l'8 e il 9 gennaio 1995 elementi del reggimento furono inviati a combattere nella prima guerra cecena come parte del 245º Reggimento fucilieri motorizzato. Il 1º settembre 1997 il reggimento è stato trasferito all'81ª Divisione fucilieri motorizzata della guardie. Il 6 giugno 1999 il reggimento era direttamente subordinato al quartier generale del Distretto Militare dell'Estremo Oriente e, nel 2001, fu ancora una volta ridotto a forza di categoria B. A giugno il reggimento tornò a far parte della 270ª Divisione fucilieri motorizzata, nel frattempo trasferita nella 35ª Armata. Nel 2009, il reggimento è stato convertito nell'attuale 64ª Brigata di fucilieri motorizzata. Nel gennaio 2014 un carro armato T-72 della brigata è esploso durante delle esercitazioni di tiro, uccidendo un ufficiale e due soldati di leva.
Nel 2013 alcune unità della brigata hanno preso parte alle misure di soccorso messe in atto durante la serie di alluvioni che colpì l'Estremo Oriente russo e cinese a metà agosto, portando a termine l'evacuazione di molti residenti.

#### Guerra russo-ucraina
Durante l'invasione russa dell'Ucraina iniziata il 24 febbraio 2022 l'unità è stata schierata a nord-ovest di Kiev. Il governo ucraino sostiene che la brigata si sia resa responsabile del massacro di Buča e, in merito a questo, il ministero della difesa ucraino ha dichiarato di conoscere i nomi e altre informazioni personali di diversi soldati legati alla brigata. A tal riguardo il governo russo ha invece negato ogni addebito per le vittime di Buča, sostenendo invece che si tratti di una messinscena ucraina e dichiarando innocente di ogni colpa la 64ª Brigata fucilieri motorizzata. I crimini di guerra compiuti dalla brigata durante l'occupazione di Buča sono stati documentati nel rapporto ufficiale dell'Alto commissariato delle Nazioni Unite per i diritti umani.
Il 18 aprile 2022 la brigata è stata premiata dal presidente russo Vladimir Putin, il quale ha assegnato all'unità il titolo di unità delle guardie.
In seguito alla ritirata delle truppe russe dell'Ucraina settentrionale nell'aprile 2022, la brigata è stata rischierata a est nell'ambito dell'offensiva russa nel Donbass. Ad aprile ha ingaggiato le unità ucraine presso Izjum, subendo numerose perdite. Nonostante la presa della cittadina le forze russe hanno fallito nel tentativo di avanzare verso sud, venendo fermate dagli ucraini i quali hanno dichiarato di aver sostanzialmente distrutto l'intera 35ª Armata. Secondo i blogger militari russi le due brigate di manovra dell'armata, la 64ª e la 38ª, sarebbero rimasta con "meno di 100 militari in totale". Secondo l'Institute for the Study of War che cita un report di Radio Free Europe la brigata sarebbe stata intenzionalmente impiegata in modo sconsiderato nelle battaglie fra Izjum e Slov"jans'k al fine di distruggerla, nascondendo così le prove del suo coinvolgimento nel massacro di Buča. In questo periodo l'unità ha avuto fra i 200 e i 300 morti, su una forza iniziale di circa 1500 uomini. A settembre la brigata è stata investita dalla controffensiva ucraina nella regione di Charkiv, scomparendo totalmente dai bollettini di guerra russi da quel momento in poi, corroborando la tesi secondo la quale avesse subito perdite fino al 90% del personale e avesse sostanzialmente "cessato di esistere".
In seguito alla mobilitazione parziale indetta in Russia, nella primavera del 2023 la brigata è stata ricostituita grazie all'afflusso di coscritti e schierata nella regione di Zaporižžja, in particolare a sud di Huljajpole. All'inizio di agosto 2024 elementi della brigata sono stati trasferiti nell'oblast' di Kursk per contrastare l'offensiva ucraina in territorio russo.

## Struttura
- Comando di brigata[18]
- 1º Battaglione fucilieri motorizzato
- 2º Battaglione fucilieri motorizzato
- 3º Battaglione fucilieri motorizzato
- Battaglione corazzato (T-72B3)
- Gruppo artiglieria
  - Batteria controllo e ricognizione di artiglieria
  - 1º Battaglione artiglieria semovente (2S1 Gvozdika)
  - 2º Battaglione artiglieria semovente (2S1 Gvozdika)
  - Battaglione artiglieria lanciarazzi (BM-21 Grad)
  - Battaglione artiglieria controcarri (MT-12 Rapira)
- Gruppo difesa aerea
  - Plotone controllo e ricognizione radar
  - Battaglione missilistico contraereo (9K33 Osa)
  - Battaglione artiglieria missilistica contraerei (9K35 Strela-10 e 2K22 Tunguska)
- Battaglione genio
- Battaglione ricognizione
- Battaglione comunicazioni
- Battaglione manutenzione
- Battaglione logistico
- Compagnia comando
- Compagnia guerra elettronica
- Compagnia UAV
- Compagnia difesa NBC
- Compagnia cecchini
- Compagnia medica

## Comandanti
- Colonnello Azatbek Omurbekov (20?? - 2022)[19]
- Tenente colonnello Andrej Prokurat (2022 - in carica)[20]